# أنور علي (لاعب كرة قدم)
أنور علي (24 سبتمبر 1984 في الهند - ) هو لاعب كرة قدم هندي في مركزي الدفاع وقلب الدفاع. شارك مع منتخب الهند لكرة القدم. أما مع النوادي، فقد لعب مع نادي دلهي ديناموس ونادي ديمبو ونادي موهون باغان ونادي مومباي لكرة القدم ونادي جاجاتجيت للقطن والمنسوجات ‏ وUnited Sikkim FC ‏.

## وصلات خارجية
- أنور علي على موقع قاعدة بيانات كرة القدم.إي يو (الإنجليزية)
- أنور علي على موقع ناشيونال فوتبول تيمز (الإنجليزية)
- أنور علي على موقع Soccerway.com (الإنجليزية)
- أنور علي على موقع عالم كرة القدم.نت (الإنجليزية)